# Pylorus
Pylorus (česky vrátník) je zúžená trubicovitá část trávicího traktu, jíž žaludek přechází do dvanáctníku. Funkčně je součástí vzestupného úseku žaludku (pars egestoria). Na přední stěnu břišní se promítá 2,5 cm doprava od střední čáry a 5 cm dolů od středu pravého žeberního oblouku.

## Anatomie
Distální úsek vakovitého žaludku tvoří jeho nejužší díl – pylorická část (pars pylorica), která se skládá z následujících oddílů:
1. vrátníková předsíň (antrum pyloricum)
2. vrátníkový kanál (canalis pyloricus)
3. vrátník (pylorus)
4. vrátníkové ústí (ostium pyloricum)

Předsíň

- esófago – jícen
- cardias – česlo, vstup do žaludku
- fundus – klenba žaludku
- cuerpo gástrico – tělo žaludku
- curvatura menor / mayor – malé / velké zakřivení
- porción pilórica – pylorická část
**antro pilórico – předsíň vrátníku
**canal pilórico – kanál vrátníku
- píloro – ústí vrátníku (cíl šipky)
- duodeno – dvanáctník

Vrátníková předsíň (antrum pyloricum) představuje začátek pylorické části při incisura angularis, tj. zářezu na malém zakřivení (kurvatuře, curvatura minor) oddělujícím tělo žaludku (corpus ventriculí) od doprava pokračující předsíně. Zářez je znatelný na rentgenovém snímku.
Kanál
Vrátníkový kanál (canalis pyloricus) je pokračování předsíně do vlastního vrátníku, o délce 2–3 cm.
Vrátník
Vrátník (pylorus) je místem vlastního přechodu žaludku do dvanáctníku, jenž je zakončen chlopní.
Ústí
Ústí (ostium pyloricum) ukončuje vrátník a představuje uzavíratelné žaludeční vústění do dvanáctníku. Vytváří vrátníkovou chlopeň (valvula pylorica). Podkladem je silný kruhový svěrač z hladké svaloviny (musculus sphincter pylori), jenž přerušuje komunikaci mezi danými oddíly a tím reguluje posun polotekuté tráveniny (chymus) aborálním směrem. Peristaltická vlna vyvolá krátkodobou relaxaci vláken svěrače a ten propustí cca 5–10 ml žaludečního obsahu do dvanáctníku.

## Histologie
Sliznice obsahuje jednovrstevný cylindrický epitel. Mukóza je dále členěna na políčka (areae gastricae) o velikosti 2–6 mm, která jsou oddělena kryptami – jamkami (foveolae gastricae). Do každé z nich ústí 2–7 pylorických žláz.
Pylorické žlázy (glandulae pyloricae) jsou tubulózního vzhledu, často větvené a stočené, kratší než žlázky fundu a těla žaludku. Tvoří hlen obsahující lysozym. Mezi exokrinními buňkami žláz jsou roztroušeny endokrinní G buňky produkující gastrin a D buňky uvolňující somatostatin.